# 圣卡泰里娜-阿尔巴内塞
圣卡泰里娜-阿尔巴内塞（義大利語：Santa Caterina Albanese），是意大利科森扎省的一个市镇。总面积17平方公里，人口1324人，人口密度77.9人/平方公里（2009年）。ISTAT代码为078129。